# Catocala chelidonia
Catocala chelidonia är en fjärilsart som beskrevs av Augustus Radcliffe Grote 1881. Catocala chelidonia ingår i släktet Catocala och familjen nattflyn. Inga underarter finns listade i Catalogue of Life.

## Bildgalleri

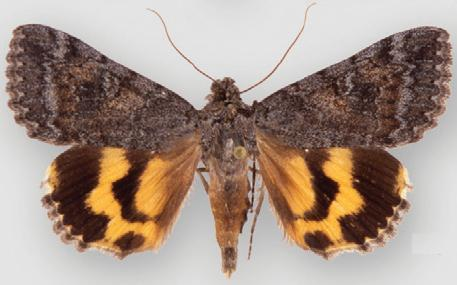
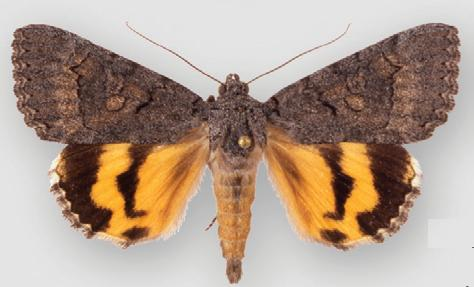